# Крупнейшие падения рынка ценных бумаг США
Биржевой кризис — резкое и устойчивое падение биржевых котировок за непродолжительное время. Причиной кризисов является чрезмерное разбухание фиктивного капитала, сильное завышение реальной стоимости ценных бумаг. Биржевой кризис может вызвать депрессию и спад в экономическом смысле.

## Крупнейшие биржевые падения в США

### Банковская паника 1907 года (-50 %)
Финансовый кризис в 1907 году, во время которого индекс Нью-Йоркской фондовой биржи рухнул к уровню, едва превышающему 50 % от пикового значения предыдущего года.

### 1. Wall Street 1929-32 (-90 %)
На первом месте падение рынка акций на 90 процентов, в 1929—1932 годах, вызванное общей рецессией в экономике США, кризисом перепроизводства, жесткой дефляцией, безработицей и последовавшими после этого массивными продажами акций, под залог которых было взято огромное количество кредитов.

### 2. US Nasdaq 2000—2002 (-75 %)
Второе по величине падение произошло на рынке высокотехнологичных компаний, было вызвано перегретостью рынка и лопнувшим пузырём так называемых «доткомов»

### 3. Wall Street 1937-38 (-49 %)
Кризис, связанный с сомнениями рынка по поводу политики 
Нового курса президента Рузвельта, направленной на устранение рецессии.

### 4. Wall Street 1906-07 (-48 %)
Рынки отреагировали на жесткие действия президента США Теодора Рузвельта против расцветающих монополий, в первую очередь в железнодорожной сфере.

### 5. Wall Street 1919-21 (-46 %)
Был вызван пузырём в автомобильном секторе связанном с перепроизводством автомобилей.

### 6. Wall Street 1901-03 (-46 %)
Кризис был вызван паникой после убийства президента США Мак-Кинли в 1901, и усилен засухой в этот же год.